# Sandra Rabier

a Compétitions nationales et continentales officielles uniquement.

b Matchs officiels uniquement.
Sandra Rabier, née le 1er mars 1985, est une joueuse internationale française de rugby à XV évoluant au poste de deuxième ligne ou troisième ligne centre. Elle est capitaine de l'Ovalie caennaise. Internationale française, elle participe à de nombreux Tournois des Six Nations et à la Coupe du monde 2010 qui a lieu en Angleterre et à la Coupe du monde de 2014 qui a lieu en France.

## Club
- 1994-1997 : USM Vire
- 1997-2003 : Caen Rugby Club, devenu en 2003 Ovalie caennaise
- 2003-2019 : Ovalie caennaise

Après avoir bénéficié d'un contrat aménagé dans la marine, elle travaille dans une piscine à Caen[réf. souhaitée].